# Prvenstvo Hrvatske u hokeju na travi 2011./12.
Prvenstvo Hrvatske u hokeju na travi na 2011./12. je osvojila Mladost iz Zagreba. 

## Ljestvice i rezultati

### Ligaški dio
| mj | klub                       | ut | pob | neod | por | golovi | bod     |             |
| -- | -------------------------- | -- | --- | ---- | --- | ------ | ------- | ----------- |
| 1. | Mladost Zagreb             | 14 | 13  | 1    | 0   | 108:13 | 40      | doigravanje |
| 2. | Marathon Zagreb            | 14 | 11  | 1    | 2   | 69:25  | 34      | doigravanje |
| 3. | Zelina (Sveti Ivan Zelina) | 14 | 8   | 1    | 5   | 51:35  | 24 (-1) | doigravanje |
| 4. | Jedinstvo Zagreb           | 14 | 6   | 3    | 5   | 53:50  | 21      | doigravanje |
| 5. | Concordia Zagreb           | 14 | 5   | 1    | 8   | 29:56  | 16      |             |
| 6. | Trešnjevka Zagreb          | 14 | 4   | 3    | 7   | 23:43  | 15      |             |
| 7. | Mladost II Zagreb          | 14 | 2   | 1    | 11  | 27:74  | 7       |             |
| 8. | Zrinjevac Zagreb           | 14 | 1   | 1    | 12  | 29:93  | 4       |             |

### Doigravanje
| klub1                                                                                                 | klub2         | rezultati     |
| poluzavršnica                                                                                         | poluzavršnica | poluzavršnica |
| --- | ------------- | ------------- |
| Mladost                                                                                               | Jedinstvo     | 18:0, 3:0     |
| Marathon                                                                                              | Zelina        | 8:2, 8:1      |
| |               |               |
| za 3. mjesto                                                                                          |               |               |
| Zelina                                                                                                | Jedinstsvo    | 1:2           |
| |               |               |
| završnica                                                                                             |               |               |
| Mladost                                                                                               | Marathon      | 10:2, 6:1     |
| |               |               |
| rezltat podebljan - domaća utakmica za klub1 rezultat normalne debljine - gostujuča utakmica za klub1 |               |               |

## Konačni poredak
1. Mladost Zagreb
2. Marathon Zagreb
3. Jedinstvo Zagreb
4. Zelina (Sveti Ivan Zelina)
5. Concordia Zagreb
6. Trešnjevka Zagreb
7. Mladost II Zagreb
8. Zrinjevac Zagreb